# Grand Prix automobile de Suisse 1952
Pour les articles homonymes, voir Grand Prix de Suisse.
GP précédent GP suivant
Le Grand Prix de Suisse 1952 (XII Grosser Preis der Schweiz), disputé sous la réglementation Formule 2 sur le circuit de Bremgarten le 18 mai 1952, est la seizième épreuve du championnat du monde des conducteurs courue depuis 1950 et la première manche du championnat 1952.

## Contexte avant le Grand Prix

### Le championnat du monde
En janvier 1951, réunie à Bruxelles, la CSI avait prolongé la formule 1 en vigueur (1500 cm3 suralimenté ou 4500 cm3 atmosphérique) jusqu'à la fin de la saison 1953, et opté pour l'introduction de la future formule 1 (750 cm3 suralimenté ou 2500 cm3 atmosphérique) à compter de janvier 1954. Cependant, à l'issue de la saison 1951, Alfa Romeo qui venait de remporter de justesse un second titre mondial avec Juan Manuel Fangio, prit la décision de renoncer à la compétition : la trop gourmande Alfetta à compresseur étant parvenue en fin de carrière, la firme milanaise se devait de développer une nouvelle monoplace à moteur atmosphérique pour continuer à rivaliser avec la performante Ferrari 375 F1, mais le coût de développement lié à l'échec d'une demande de subvention au gouvernement italien mit un terme à ce projet. La firme Talbot ayant également renoncé, le partenariat Simca-Gordini n'étant pas reconduit et le projet BRM se révélant chaotique, la Scuderia Ferrari se retrouve esseulée sur les plateaux de formule 1, et les organisateurs de Grands Prix se rabattent sur la formule 2 pour la saison 1952. L'ACF crée même un championnat F2, comprenant huit épreuves richement dotées : les Grands Prix de France. La FIA décide alors en urgence que le championnat du monde des conducteurs se déroule sous la réglementation formule 2 pour les années 1952 et 1953, à l'exception de l'épreuve des 500 miles d'Indianapolis, toujours disputée suivant l'ancienne formule internationale.

### Le circuit
Depuis 1934, année où il accueillit pour la première fois le Grand Prix de Suisse, ce circuit accidenté, "piégeux", comportant de nombreux secteurs pavés, est considéré comme l'un des plus beaux tracés européens, exigeant des pilotes adresse et bravoure. En 1937, le champion allemand Bernd Rosemeyer avait accompli un tour à plus de 172 km/h de moyenne au volant de son Auto Union, une performance jamais égalée en course depuis cette date.

## Monoplaces en lice
- Ferrari 500 "Usine"

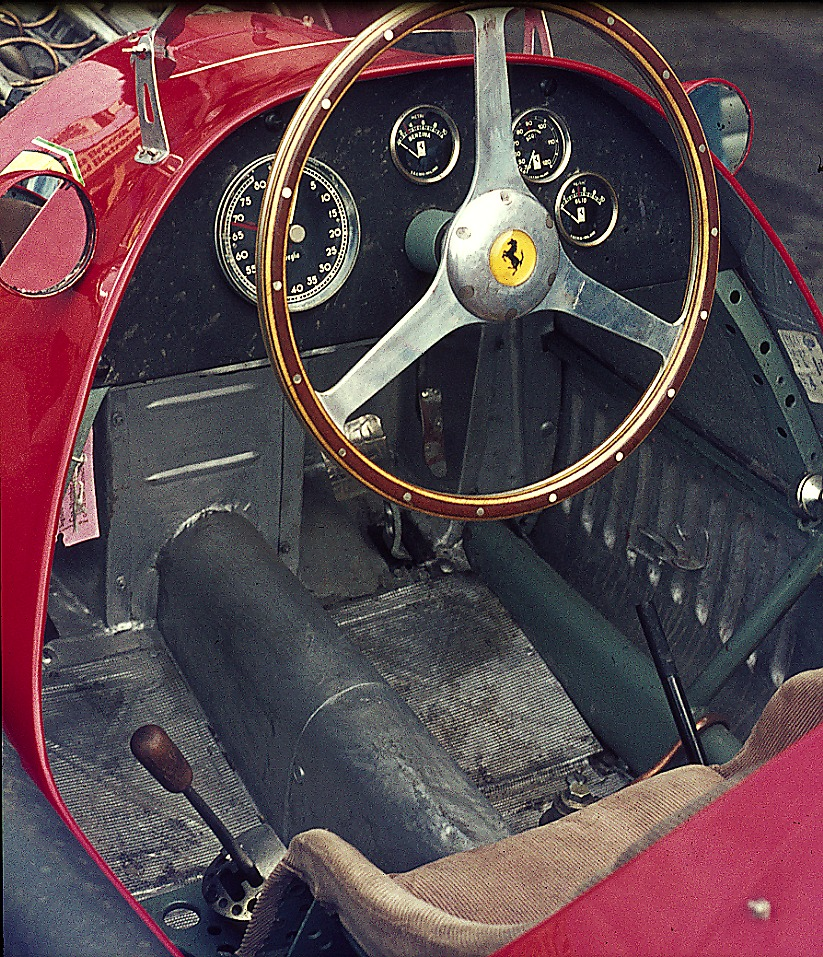
Le cockpit de la Ferrari 500.

Apparue lors du Grand Prix de Modène 1951, la 500 conçue par l'ingénieur Aurelio Lampredi se révèle d'emblée la reine de sa catégorie. Elle est donc la favorite logique du championnat mondial 1952, d'autant que la mise au point de la nouvelle Maserati six cylindres semble avoir pris du retard. Cette monoplace pesant environ 600 kg à sec dispose d'un moteur quatre cylindres de deux litres, double arbre à cames en tête, double allumage, développant environ 170 chevaux en ce début de saison. Ses cinq sorties précédentes se sont soldées par autant de succès, avec quatre victoires pour Alberto Ascari et une pour Giuseppe Farina. Pour l'épreuve suisse, en l'absence d'Ascari (qui participe aux qualifications des 500 miles d'Indianapolis) et de Villoresi (en convalescence à la suite d'un accident de la route), trois voitures officielles sont engagées pour Giuseppe Farina, Piero Taruffi et le Français André Simon. Au côté de l'équipe officielle, l'Écurie Espadon dispose d'une 500 pour Rudi Fischer et d'une ancienne 212 pour Peter Hirt. Louis Rosier, qui pilote sa 500 personnelle, avait également engagé une ancienne 166 pour Maurice Trintignant, finalement forfait.
- Gordini T16 "Usine"

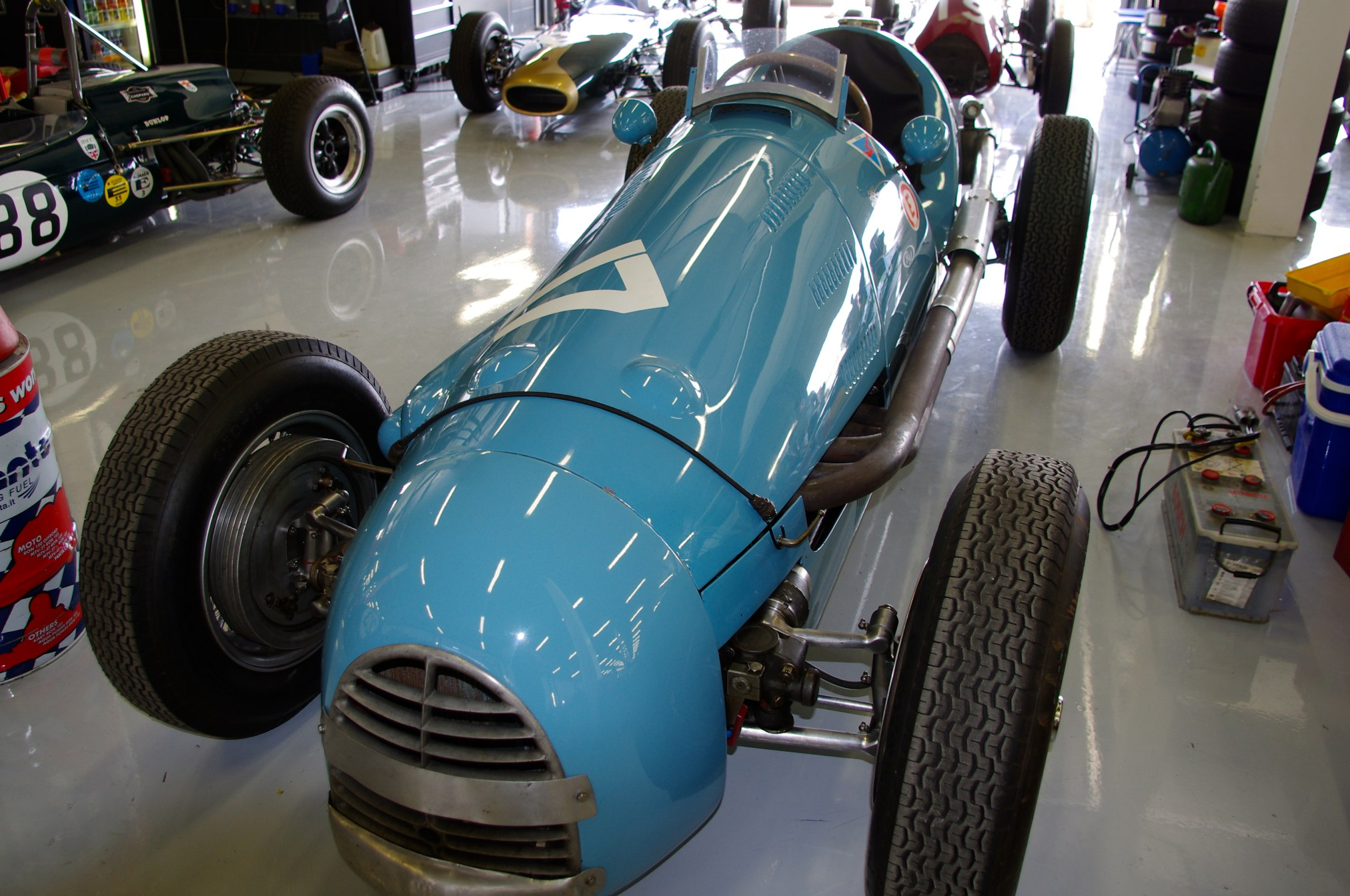
La nouvelle Gordini T16 à moteur six cylindres.

Les monoplaces d'Amédée Gordini portent désormais le seul nom de leur créateur, Simca n'étant plus officiellement partenaire du petit constructeur, mais la grande marque française continue néanmoins d'apporter un soutien financier important.

La Type 16, équipée du nouveau moteur six cylindres développant plus de 150 chevaux au banc, a fait ses débuts lors du Grand Prix de Pau le mois précédent. Robert Manzon dispose du premier modèle construit, tandis que Jean Behra dispose d'un tout nouveau châssis, à peine terminé, qu'il va d'ailleurs amener par la route de Paris à Berne, afin d'effectuer le rodage ! Troisième pilote, le Prince Bira dispose quant à lui d'une Simca-Gordini Type 15 de la saison passée, à moteur quatre cylindres de 1500 cm3. On note également la présence du pilote local Max de Terra, qui dispose d'une ancienne Type 11 privée.
- HWM 52 "Usine"

HWM engage quatre modèles 52, pour George Abecassis, Peter Collins, Lance Macklin et Stirling Moss. Ces monoplaces sont équipées d'un moteur Alta développant environ 145 chevaux. Moins performante que les Ferrari et Gordini, l'HWM connaît un certain succès en Grande Bretagne dans les épreuves secondaires, et a notamment permis à  Lance Macklin de remporter l'International Trophy le week-end précédent.
- AFM "Usine"

Seule monoplace du plateau animée par un moteur V8, l'AFM est également la plus légère (environ 450 kg). Grâce à ses 150 chevaux, elle bénéficie d'un rapport poids/puissance très avantageux, lui conférant des accélérations remarquables. À son volant, Hans Stuck s'est distingué en course de côte, mais de récurrents problèmes de fiabilité l'empêchent de briller sur circuit: le moteur conçu par Küchen révèle en effet une fragilité chronique au niveau de la distribution. Le pilote allemand est néanmoins présent pour cette première épreuve du championnat.
- Cooper T20

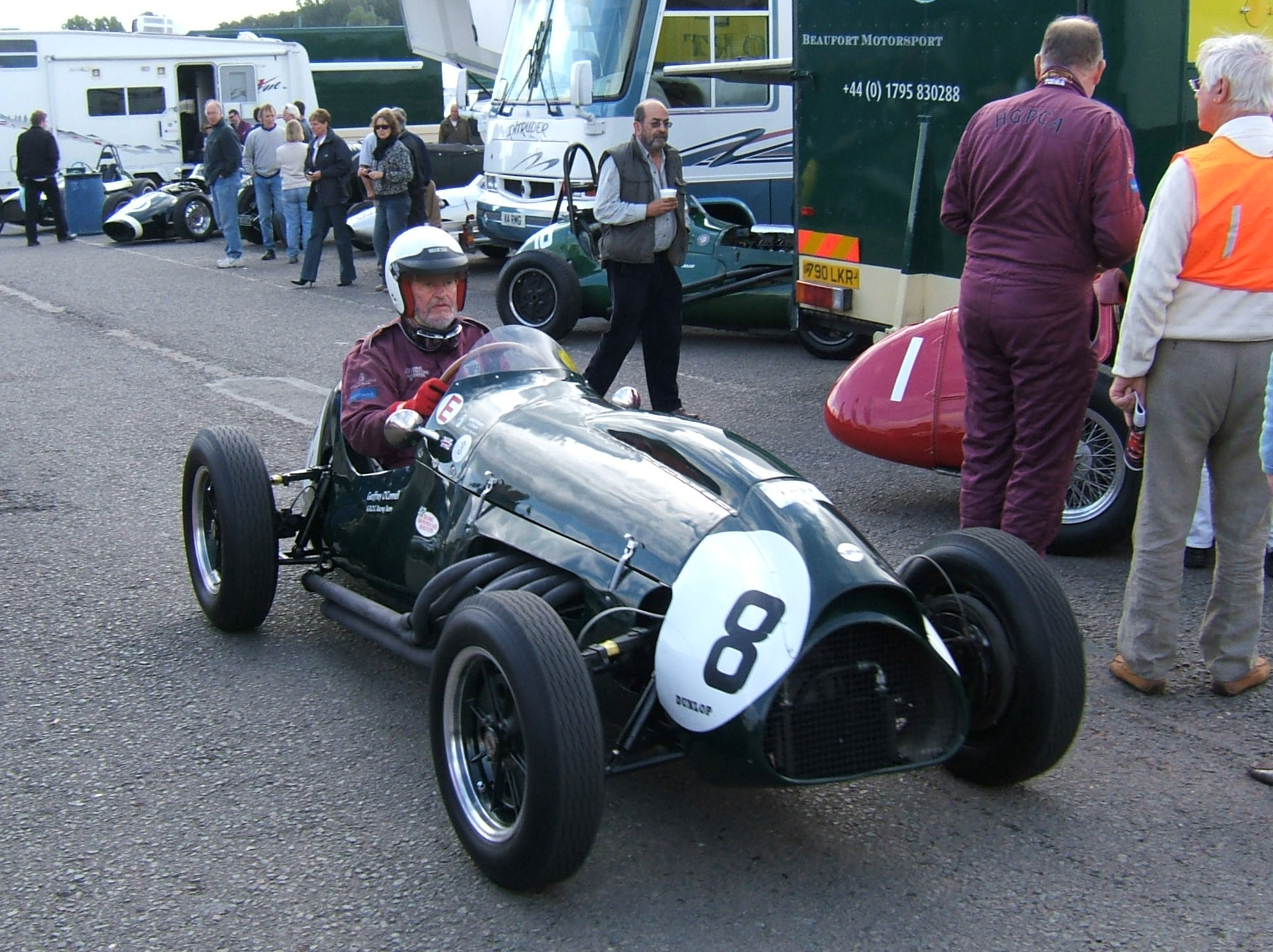
Une Cooper-Bristol T20 lors d'une manifestation historique.

Deux Cooper T20 à moteur 6 cylindres Bristol sont présentes, pilotées par Eric Brandon et Alan Brown: ce sont en fait des voitures d'usine, mais à la suite d'un accord entre Jimmy Richmond et la Cooper Car Company, elles sont officiellement engagées par l'Ecurie Richmond. Malgré leur faible puissance (environ 130 chevaux), ces petites monoplaces bénéficient d'une bonne vitesse de pointe grâce à une excellente aérodynamique.
- Frazer Nash

Constructeur de voitures de sport, Frazer Nash réalise en 1952 une monoplace de formule 2 à la demande du Britannique Peter Bell, qui fait courir Ken Wharton. Équipée de la dernière évolution du moteur Bristol (environ 140 chevaux), cette voiture a fait d'honorables débuts lors de l'International Trophy à Silverstone, Wharton se classant septième.
- Maserati-Platé

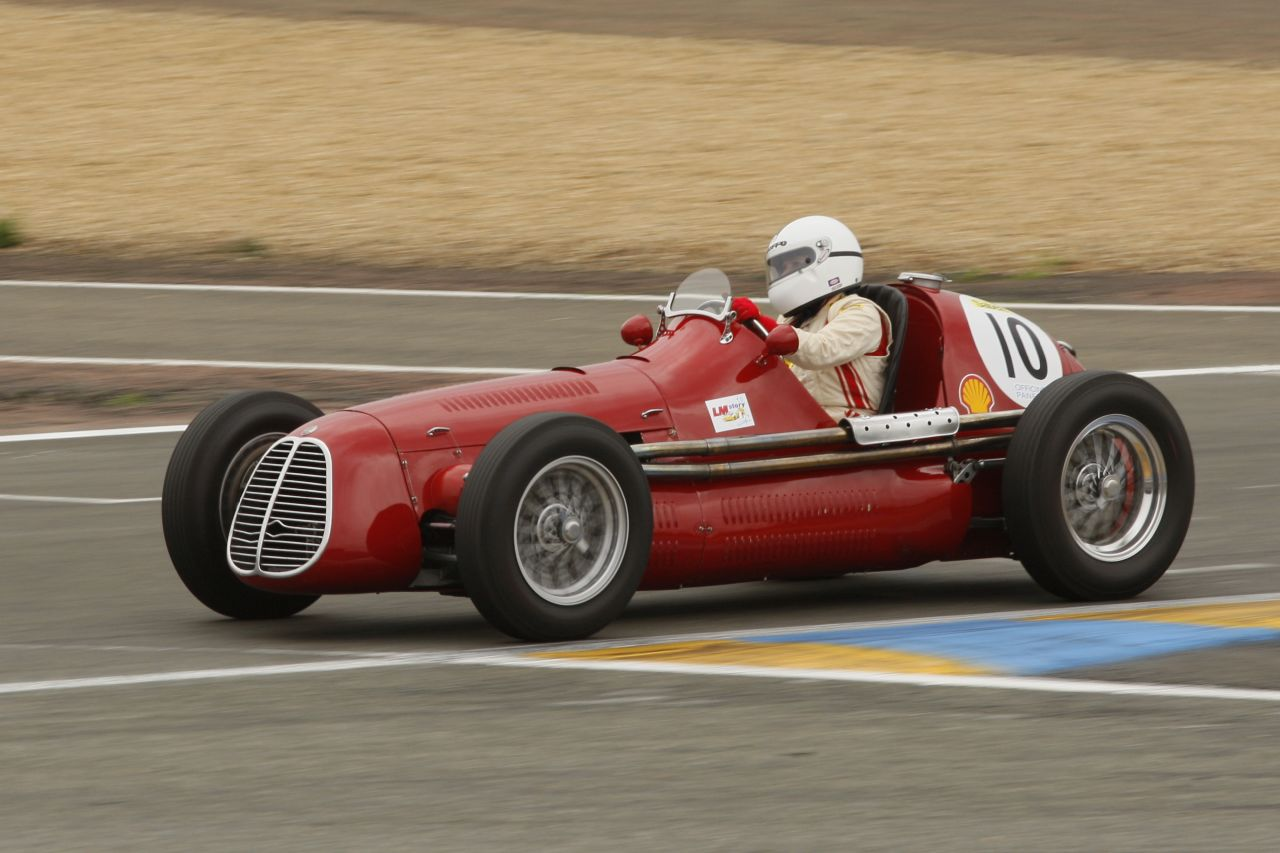
Les Maserati A6GCM ne sont pas prêtes pour l'épreuve inaugurale du championnat du monde 1952.

Enrico Platé a modifié deux Maserati 4CLT/48 pour les mettre en conformité avec la réglementation formule 2 : le compresseur a été enlevé et la cylindrée portée à deux litres. Le radiateur a été modifié. Le châssis, bien que raccourci et allégé, reste néanmoins trop lourd pour les 140 chevaux du quatre cylindres. Dans l'attente de sa Maserati A6GCM dont la construction a pris du retard, Emmanuel de Graffenried effectue le début de saison sur une des deux voitures de l'écurie Platé. Sur la deuxième, Louis Chiron a été victime d'un début d'incendie à Silverstone le week-end précédent. Indisponible, il est remplacé par Harry Schell.
- Veritas Meteor

Le pilote allemand Toni Ulmen a engagé sa Veritas Meteor personnelle. Cette monoplace est équipée d'un moteur six cylindres en ligne développant environ 140 chevaux.
- Les absentes

Pour la saison 1952, l'usine Maserati a engagé le champion du monde Juan Manuel Fangio et son compatriote José Froilán González. La nouvelle Maserati A6GCM, à moteur six cylindres (environ 165 chevaux), était très attendue. Cette voiture a fait ses débuts en Argentine en début d'année avec Nello Pagani, mais son développement n'était pas complètement terminé. L'usine a finalement renoncé à cette première épreuve du championnat, et les deux pilotes argentins ont dû déclarer forfait.

## Coureurs inscrits
| no | Pilote                      | Écurie                    | Constructeur   | Modèle            | N° châssis   | Moteur      | Pneumatiques |
| -- | --------------------------- | ------------------------- | -------------- | ----------------- | ------------ | ----------- | ------------ |
| 2  | Hans Stuck                  | AFM                       | AFM            | AFM 6             | AFM4         | Küchen V8   | E            |
| 4  | Toni Ulmen                  | Privé                     | Veritas        | Veritas Meteor    | 85335        | Veritas L6  | D            |
| 6  | Jean Behra                  | Equipe Gordini            | Gordini        | Gordini T16       | 32           | Gordini L6  | E            |
| 8  | Robert Manzon               | Equipe Gordini            | Gordini        | Gordini T16       | 31           | Gordini L6  | E            |
| 10 | Prince Bira                 | Equipe Gordini            | Simca-Gordini  | Simca-Gordini T15 | 11-GC        | Gordini L4  | E            |
| 12 | Louis Rosier                | Écurie Rosier             | Ferrari        | Ferrari 500       | 0186         | Ferrari L4  | D            |
| 14 | Maurice Trintignant         | Écurie Rosier             | Ferrari        | Ferrari 166       | 112          | Ferrari V12 | P            |
| 16 | George Abecassis            | HW Motors                 | HWM            | HWM 52            | 04           | Alta L4     | D            |
| 18 | Peter Collins               | HW Motors                 | HWM            | HWM 52            | 02           | Alta L4     | D            |
| 20 | Lance Macklin               | HW Motors                 | HWM            | HWM 52            | 01           | Alta L4     | D            |
| 22 | Ken Wharton                 | Scuderia Franera          | Frazer Nash    | Frazer Nash FN48  | 421/200/172S | Bristol L6  | D            |
| 24 | Eric Brandon                | Ecurie Richmond           | Cooper         | Cooper T20        | 3/52         | Bristol L6  | D            |
| 26 | Alan Brown                  | Ecurie Richmond           | Cooper         | Cooper T20        | 2/52         | Bristol L6  | D            |
| 28 | Giuseppe Farina             | Scuderia Ferrari          | Ferrari        | Ferrari 500       | 4            | Ferrari L4  | P            |
| 30 | Piero Taruffi               | Scuderia Ferrari          | Ferrari        | Ferrari 500       | 3            | Ferrari L4  | P            |
| 32 | André Simon                 | Scuderia Ferrari          | Ferrari        | Ferrari 500       | 2            | Ferrari L4  | P            |
| 34 | Juan Manuel Fangio          | Officine Alfieri Maserati | Maserati       | Maserati A6GCM    |              | Maserati L6 | P            |
| 36 | José Froilán González       | Officine Alfieri Maserati | Maserati       | Maserati A6GCM    |              | Maserati L6 | P            |
| 38 | Emmanuel de Graffenried     | Enrico Platé              | Maserati-Platé | Maserati-Platé    | 1601         | Maserati L4 | P            |
| 40 | Harry Schell                | Enrico Platé              | Maserati-Platé | Maserati-Platé    | 1598         | Maserati L4 | P            |
| 42 | Rudi Fischer                | Écurie Espadon            | Ferrari        | Ferrari 500       | 0184         | Ferrari L4  | P            |
| 44 | Peter Hirt Rudolf Schoeller | Écurie Espadon            | Ferrari        | Ferrari 212       | 110          | Ferrari V12 | P            |
| 46 | Stirling Moss               | HW Motors                 | HWM            | HWM 52            | 03           | Alta L4     | D            |
| 50 | Max de Terra                | Alfred Dattner            | Simca-Gordini  | Simca-Gordini T11 | 02-GC        | Gordini L4  | E            |

## Qualifications
En 1951, Juan Manuel Fangio avait réalisé le meilleur temps des essais à la moyenne de 168 km/h, au volant d'une Alfa Romeo développant plus de 400 chevaux. Les monoplaces de formule 2 en développent moins de 200, et se révèlent nettement moins spectaculaires sur ce type de circuit. En l'absence des Maserati officielles, les deux journées d'essais organisées le vendredi et le samedi ont pour pôle d'intérêt l'affrontement entre les Ferrari 500, qui ont dominé les principales épreuves de ce début de saison, et les nouvelles Gordini 6 cylindres. Si la première journée est à l'avantage des monoplaces françaises, Robert Manzon se montrant le plus rapide, les Ferrari affirment leur supériorité le lendemain, Giuseppe Farina réalisant la meilleure performance devant son coéquipier Piero Taruffi, reléguant Manzon à l'extérieur de la première ligne de la grille de départ. Nouveau venu chez Ferrari, le Français André Simon a réalisé le quatrième temps et s'élancera en seconde ligne, aux côtés de la Ferrari privée du pilote local Rudi Fischer. En se référant au meilleur temps réalisé par Farina le samedi, la moyenne au tour a chuté d'environ 12 km/h par rapport aux performances des formules 1 l'année précédente.
| Pos. | no | Pilote                  | Écurie              | Temps        | Écart    |
| ---- | -- | ----------------------- | ------------------- | ------------ | -------- |
| 1    | 28 | Giuseppe Farina         | Ferrari             | 2 min 47 s 5 |          |
| 2    | 30 | Piero Taruffi           | Ferrari             | 2 min 50 s 1 | + 2 s 6  |
| 3    | 8  | Robert Manzon           | Gordini             | 2 min 52 s 1 | + 4 s 6  |
| 4    | 32 | André Simon             | Ferrari             | 2 min 52 s 4 | + 4 s 9  |
| 5    | 42 | Rudi Fischer            | Ferrari             | 2 min 53 s 3 | + 5 s 8  |
| 6    | 18 | Peter Collins           | HWM-Alta            | 2 min 55 s 9 | + 8 s 4  |
| 7    | 6  | Jean Behra              | Gordini             | 2 min 55 s 9 | + 8 s 4  |
| 8    | 38 | Emmanuel de Graffenried | Maserati-Platé      | 2 min 56 s 4 | + 8 s 9  |
| 9    | 46 | Stirling Moss           | HWM-Alta            | 2 min 56 s 4 | + 8 s 9  |
| 10   | 16 | George Abecassis        | HWM-Alta            | 2 min 56 s 9 | + 9 s 4  |
| 11   | 10 | Prince Bira             | Simca-Gordini       | 2 min 59 s 3 | + 11 s 8 |
| 12   | 20 | Lance Macklin           | HWM-Alta            | 3 min 00 s 2 | + 12 s 7 |
| 13   | 22 | Ken Wharton             | Frazer Nash-Bristol | 3 min 00 s 9 | + 13 s 4 |
| 14   | 2  | Hans Stuck              | AFM-Küchen          | 3 min 01 s 7 | + 14 s 2 |
| 15   | 26 | Alan Brown              | Cooper-Bristol      | 3 min 02 s 5 | + 15 s 0 |
| 16   | 4  | Toni Ulmen              | Veritas             | 3 min 05 s 6 | + 18 s 1 |
| 17   | 24 | Eric Brandon            | Cooper-Bristol      | 3 min 05 s 8 | + 18 s 3 |
| 18   | 40 | Harry Schell            | Maserati-Platé      | 3 min 07 s 6 | + 20 s 1 |
| 19   | 44 | Peter Hirt              | Ferrari             | 3 min 10 s 2 | + 22 s 7 |
| 20   | 12 | Louis Rosier            | Ferrari             | Pas de temps | -        |
| 21   | 50 | Max de Terra            | Simca-Gordini       | Pas de temps | -        |

## Grille de départ du Grand Prix
| 1re ligne | Pos. 3                            |                              | Pos. 2                           |                            | Pos. 1                          |
|           | Manzon Gordini 2 min 52 s 1       |                              | Taruffi Ferrari 2 min 50 s 1     |                            | Farina Ferrari 2 min 47 s 5     |
| 2e ligne  |                                   | Pos. 5                       |                                  | Pos. 4                     |                                 |
|           |                                   | Fischer Ferrari 2 min 53 s 3 |                                  | Simon Ferrari 2 min 52 s 4 |                                 |
| 3e ligne  | Pos. 8                            |                              | Pos. 7                           |                            | Pos. 6                          |
|           | Graffenried Maserati 2 min 56 s 4 |                              | Behra Gordini 2 min 55 s 9       |                            | Collins HWM 2 min 55 s 9        |
| 4e ligne  |                                   | Pos. 10                      |                                  | Pos. 9                     |                                 |
|           |                                   | Abecassis HWM 2 min 56 s 9   |                                  | Moss HWM 2 min 56 s 4      |                                 |
| 5e ligne  | Pos. 13                           |                              | Pos. 12                          |                            | Pos. 11                         |
|           | Wharton Frazer Nash 3 min 00 s 9  |                              | Macklin HWM 3 min 00 s 2         |                            | Bira Simca-Gordini 2 min 59 s 3 |
| 6e ligne  |                                   | Pos. 15                      |                                  | Pos. 14                    |                                 |
|           |                                   | Brown Cooper 3 min 02 s 5    |                                  | Stuck AFM 3 min 01 s 7     |                                 |
| 7e ligne  | Pos. 18                           |                              | Pos. 17                          |                            | Pos. 16                         |
|           | Schell Maserati 3 min 07 s 6      |                              | Brandon Cooper 3 min 05 s 8      |                            | Ulmen Veritas 3 min 05 s 6      |
| 8e ligne  |                                   | Pos. 20                      |                                  | Pos. 19                    |                                 |
|           |                                   | Rosier Ferrari Pas de temps  |                                  | Hirt Ferrari 3 min 10 s 2  |                                 |
| 9e ligne  |                                   |                              | Pos. 21                          |                            |                                 |
|           |                                   |                              | Terra Simca-Gordini Pas de temps |                            |                                 |

## Déroulement de la course
Le temps est chaud et sec au moment du départ, donné à 15 h 20. Giuseppe Farina s'élance en tête sur sa Ferrari, à la fin du premier tour il compte déjà quatre secondes d'avance sur ses coéquipiers Piero Taruffi et André Simon. Suivent la Gordini de Robert Manzon, l'HWM de Stirling Moss, auteur d'un beau départ, ayant pris l'avantage sur la Gordini de Jean Behra. En tête, Farina s'échappe rapidement, alors que Moss, un instant troisième, est victime de problèmes d'allumage et doit s'arrêter au quatrième tour pour faire remplacer ses bougies. Simon retrouve la troisième place, mais est bientôt débordé par la Gordini de Behra. Les deux pilotes roulent roues dans roues, et vont se livrer à un chassé-croisé derrière les deux Ferrari de tête. Alors que les HWM doivent toutes se retirer à cause de la fragilité de leur essieu arrière, Farina continue à dominer la course, mais des problèmes d'allumage apparaissent au seizième tour et il doit abandonner peu après, magnéto hors d'usage. Second depuis le départ, Taruffi se retrouve en tête, devant son coéquipier Simon, toujours à la lutte avec Behra. Au stand Ferrari, on rappelle alors Simon; celui-ci s'arrête à la fin du vingt-deuxième tour, pour céder son volant à Farina, qui repart en troisième position. Il compte alors une quinzaine de secondes de retard sur la Gordini de Behra, désormais en seconde position à sept secondes de Taruffi.
Farina reprend une seconde au tour à Behra, qu'il passe au trente-sixième tour, d'autant plus facilement que le pilote français a quelques soucis avec un tuyau d'échappement cassé. Au quarantième passage, Taruffi mène confortablement, comptant vingt-six secondes d'avance sur Farina, tandis que Behra s'arrête pour remplacer son tuyau d'échappement et s'asperger d'eau, la température dans l'habitacle devenant insupportable. Il reprend la piste toujours troisième, mais va devoir s'arrêter à nouveau, la première réparation n'ayant pas tenu. Ayant perdu un tour complet, il repart quatrième derrière la Ferrari privée du pilote local Rudi Fischer.
Tandis que Taruffi, établissant le meilleur temps de la journée à près de 155 km/h de moyenne, ne peut plus être inquiété pour la victoire, Farina est à nouveau victime de problèmes d'allumage, et doit abandonner une seconde fois. Fischer est désormais second, devant les Gordini de Behra et du Prince Bira, mais ce dernier ne profite pas longtemps de sa position, son moteur explosant peu après. Sur la seule Ferrari officielle rescapée, Taruffi emporte une confortable victoire, avec près d'un tour d'avance sur Fischer. Behra parvient à conserver sa troisième place, loin devant les Britanniques Ken Wharton (Frazer Nash) et Alan Brown (Cooper).

### Classements intermédiaires
Classements intermédiaires des monoplaces aux premier, cinquième, dixième, quinzième, vingtième, vingt-cinquième, quarantième et cinquantième tours.

### Classement de la course
| Pos. | no | Pilote                      | Voiture             | Tours | Temps/Abandon      | Grille | Points |
| ---- | -- | --------------------------- | ------------------- | ----- | ------------------ | ------ | ------ |
| 1    | 30 | Piero Taruffi               | Ferrari             | 62    | 3 h 01 min 46 s 1  | 2      | 9      |
| 2    | 42 | Rudi Fischer                | Ferrari             | 62    | + 2 min 37 s 2     | 5      | 6      |
| 3    | 6  | Jean Behra                  | Gordini             | 61    | + 1 tour           | 7      | 4      |
| 4    | 22 | Ken Wharton                 | Frazer Nash-Bristol | 60    | + 2 tours          | 13     | 3      |
| 5    | 26 | Alan Brown                  | Cooper-Bristol      | 59    | + 3 tours          | 15     | 2      |
| 6    | 38 | Emmanuel de Graffenried     | Maserati-Platé      | 58    | + 4 tours          | 8      |        |
| 7    | 44 | Peter Hirt                  | Ferrari             | 56    | +6 tours           | 19     |        |
| 8    | 24 | Eric Brandon                | Cooper-Bristol      | 55    | +7 tours           | 17     |        |
| Abd. | 10 | Prince Bira                 | Simca-Gordini       | 52    | Moteur             | 11     |        |
| Abd. | 32 | André Simon Giuseppe Farina | Ferrari             | 51    | Magnéto            | 4      |        |
| Abd. | 40 | Harry Schell                | Maserati-Platé      | 31    | Moteur             | 18     |        |
| Ret. | 46 | Stirling Moss               | HWM-Alta            | 24    | Retrait volontaire | 9      |        |
| Ret. | 20 | Lance Macklin               | HWM-Alta            | 24    | Retrait volontaire | 12     |        |
| Abd. | 8  | Robert Manzon               | Gordini             | 20    | Radiateur          | 3      |        |
| Abd. | 28 | Giuseppe Farina             | Ferrari             | 16    | Magnéto            | 1      |        |
| Abd. | 18 | Peter Collins               | HWM-Alta            | 12    | Transmission       | 6      |        |
| Abd. | 16 | George Abecassis            | HWM-Alta            | 12    | Transmission       | 10     |        |
| Abd. | 2  | Hans Stuck                  | AFM-Küchen          | 4     | Moteur             | 14     |        |
| Abd. | 4  | Toni Ulmen                  | Veritas-BMW         | 4     | Fuite d'essence    | 16     |        |
| Abd. | 12 | Louis Rosier                | Ferrari             | 2     | Accident           | 20     |        |
| Abd. | 50 | Max de Terra                | Simca-Gordini       | 1     | Magnéto            | 21     |        |

Légende:
- Abd.=Abandon

### Pole position et record du tour
- Pole position :  Giuseppe Farina en 2 min 47 s 5 (vitesse moyenne : 156,466 km/h). Temps réalisé lors de la seconde journée d'essais.
- Meilleur tour en course :  Piero Taruffi en 2 min 49 s 1 (vitesse moyenne : 154,985 km/h) au quarante-sixième tour.

### Tours en tête
- Giuseppe Farina : 16 tours (1-16)
- Piero Taruffi : 46 tours (17-62)

## Classement général à l'issue de la course
| Pos. | Pilote        | Écurie      | Points | SUI | 500 | BEL | FRA | GBR | ALL | NL | ITA |
| ---- | ------------- | ----------- | ------ | --- | --- | --- | --- | --- | --- | -- | --- |
| 1    | Piero Taruffi | Ferrari     | 9      | 9*  |     |     |     |     |     |    |     |
| 2    | Rudi Fischer  | Ferrari     | 6      | 6   |     |     |     |     |     |    |     |
| 3    | Jean Behra    | Gordini     | 4      | 4   |     |     |     |     |     |    |     |
| 4    | Ken Wharton   | Frazer Nash | 3      | 3   |     |     |     |     |     |    |     |
| 5    | Alan Brown    | Cooper      | 2      | 2   |     |     |     |     |     |    |     |

- attribution des points : 8, 6, 4, 3, 2 respectivement aux cinq premiers de chaque épreuve et 1 point supplémentaire pour le pilote ayant accompli le meilleur tour en course (signalé par un astérisque)

## À noter
- 1re victoire en championnat du monde pour Piero Taruffi.
- 4e victoire en championnat du monde pour Ferrari en tant que constructeur.
- 4e victoire en championnat du monde pour Ferrari en tant que motoriste.
- Voiture copilotée : n°32 : André Simon (22 tours) et Giuseppe Farina (29 tours).
- Le vétéran allemand devenu suisse, Rudolf Caracciola, est victime d'un grave accident lors du Prix de Berne, épreuve réservée aux voitures de sport disputée en ouverture du Grand Prix[10]; les deux jambes brisées, il doit mettre un terme à sa carrière[11].